# Follow Me Down
Pour les articles homonymes, voir Follow Me (homonymie).
Singles de 3OH!3
Blah Blah Blah
(2010) My First Kiss
(2010)
Singles par Neon Hitch
What's Urban
(2009) Ass Back Home
(2011)
Pistes de Almost Alice
Strange
(7) Very Good Advice
(9)
Follow Me Down (littéralement « Suis-moi vers le bas ») est une chanson du duo américain 3OH!3, en collaboration avec la chanteuse anglaise Neon Hitch, issue de la bande-originale du film Alice au pays des merveilles, Almost Alice (2010) . Elle a été écrite par les membres de 3OH!3, Nathaniel Motte et Sean Foreman ainsi que par Neon Hitch et a été produite par Matthew Beckley et Motte . Décrite la plupart du temps comme « joyeuse et rythmée », Follow Me Down a tout de même reçu quelques critiques négatives , comme celle extraite de l'analyse de Mike Diver de la British Broadcasting Corporation (BBC) qui qualifiait le refrain « Follow me, follow me, fa-la-la-la-la... » de « stupide et enfantin ». Gerhard Brêda de Laboratório Pop a dit qu'il s'agissait d'une « des abîmes d'Almost Alice » ,.
Publiée en tant que deuxième single issu de l'album, aux États-Unis, la chanson a atteint la 89e place du classement Billboard Hot 100 . Au Canada, elle a atteint la 36e place du Canadian Hot 100 .

## Performance dans les classements
La chanson débuta à la 89e du Billboard Hot 100 et à la 36e place du Canadian Hot 100 et est depuis restée à la 89e place du Hot 100. Elle s'est également positionnée à la 2e place du Radio Disney Top 30 Countdown pendant 3 semaines, jusqu'à ce que le tube Baby de Justin Bieber la rattrape.

## Classements
| Chart (2010)           | Meilleure position |
| ---------------------- | ------------------ |
| Canadian Hot 100       | 36                 |
| U.S. Billboard Hot 100 | 89                 |